# 易利信手機技術平台
易利信手機技術平台（英語：Ericsson Mobile Platforms，簡稱EMP），又譯為易利信移動平台，原是易利信之下的手機技術平台事業部，自1994年起為易利信集團內部生產手機晶片，在3G通信技術中擁有領先的地位。2001年9月，獨立為易利信集團下的子公司。他們擁有20,000項以上的專利，提供包括2G、2.5G與3G的各式手機通訊晶片給各大手機廠。於2009年，併入ST-Ericsson之下，品牌的名稱也就此消失。